# Meliolina cladotricha
Meliolina cladotricha är en svampart som först beskrevs av Joseph-Henri Léveillé, och fick sitt nu gällande namn av Syd. & P. Syd. 1914. Meliolina cladotricha ingår i släktet Meliolina och familjen Meliolinaceae.   Inga underarter finns listade i Catalogue of Life.